# Lydnevi
Lydnevi je umetni severnoslovanski jezik, ki ga je ustvaril češki jezikoslovec Libor Sztemon. 

## Abeceda
Lydnevi uporablja zahodno latinico. 

## Vzorčno besedilo v lydneviu
Oče naš:
Otec navo,

Jaš jési na nebesai,

Da jest posvetyn tavo nam.

Da jest prihedyn tavo kralestvo.

Da jest stanyn tavo vilja, jako na nébe, tako y na zéma.

As navo bréd e keždanyn davat i nave danas.

Ø adpoštat i nave as navo dluhem jako y me adpoštalesom i navo dluhare.

Ø nevøvedat as nave vø pokušenje, ale nesvabodat as nave é zølyn.

Navad tavo jest kralestvo y moc y slava navéke.

Amén.